# Friedhof Brockeswalde

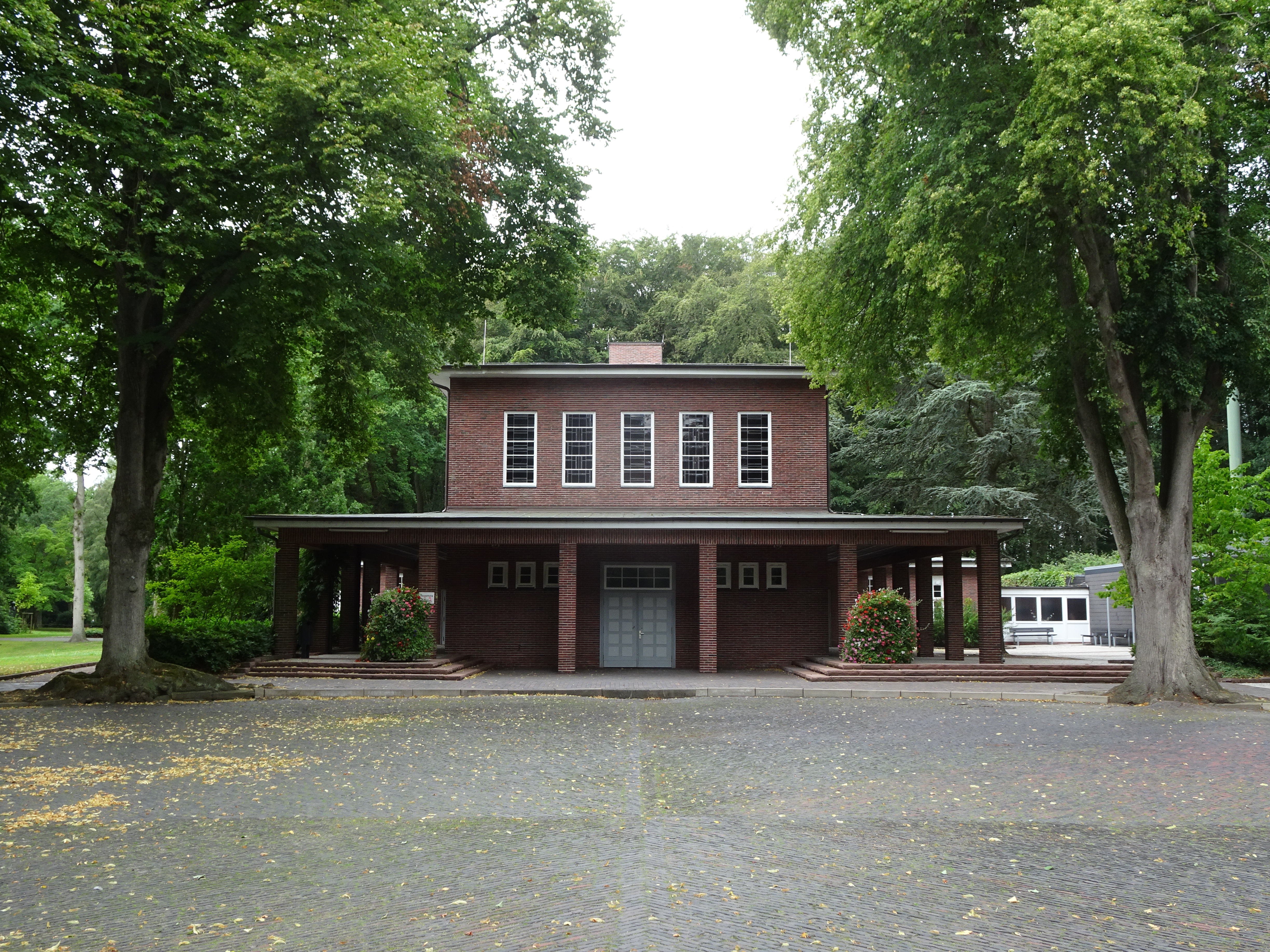
Trauerhalle

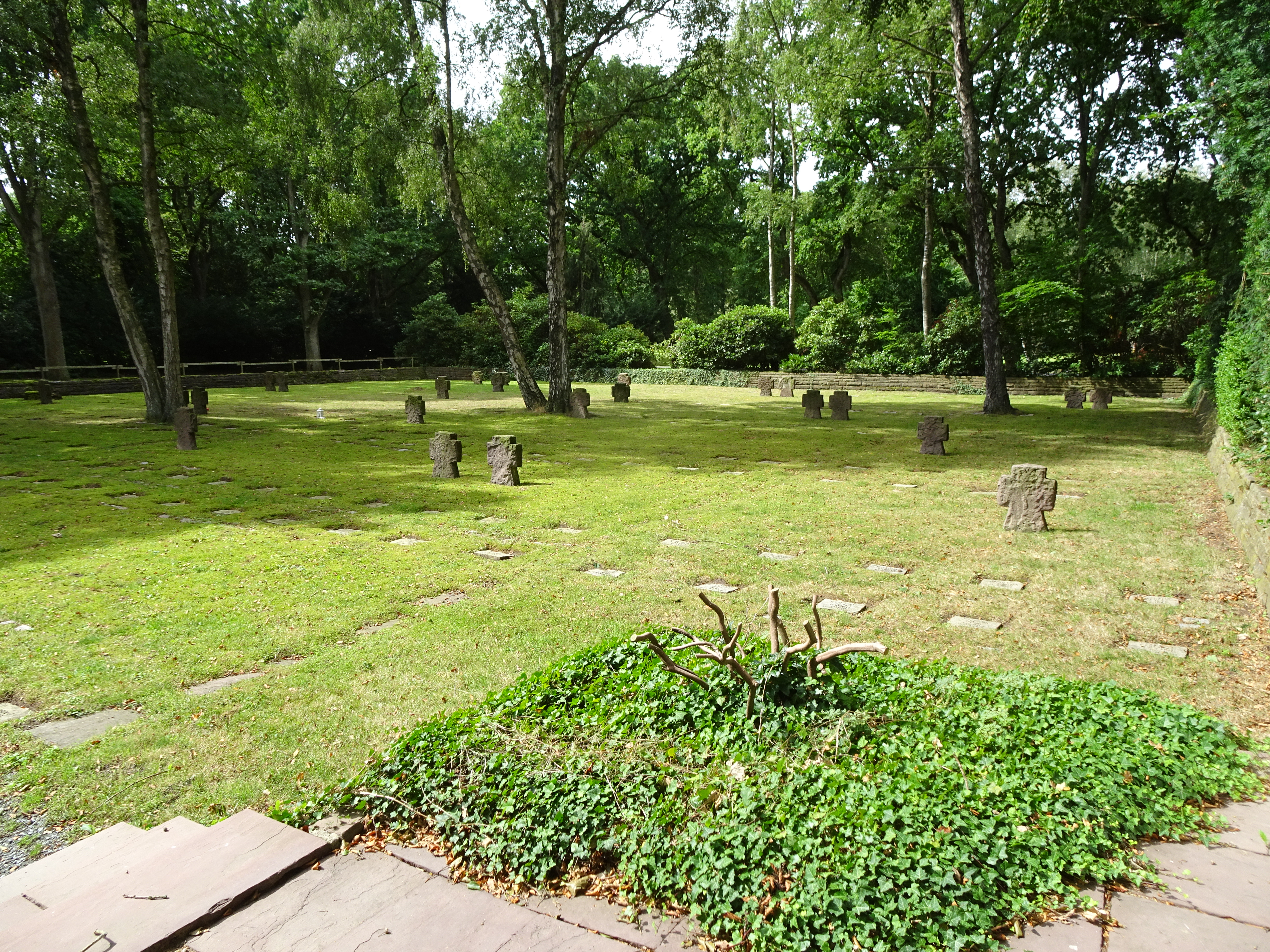
Friedhof Brockeswalde

Der städtische Friedhof Brockeswalde in Cuxhaven-Stickenbüttel, Sahlenburger Chaussee 15 am Forst Brockeswald, ist der zentrale und größte Friedhof der Stadt.
 
Die Bauten sind in der Liste der Baudenkmale der Außenbezirke der Stadt Cuxhaven enthalten.

## Geschichte
Cuxhaven erwarb um 1913 südlich des Brockeswaldes ein Gelände von 11 ha Größe, um einen städtischen Friedhof anzulegen. Erst ab 1926 wurde hier im Rahmen von Arbeitsbeschaffungsmaßnahmen das Gelände durch Sand und Bauschutt um 1,5–2,5 m erhöht. Der  parkähnliche Friedhof wurde nach Plänen des Stadtbaurates Jung und nach dem Vorbild des Friedhofs Ohlsdorf in Hamburg angelegt und 1931 eingeweiht.
Die verklinkerte Trauerhalle von 1933 für 160 Gäste mit einem breiten überdachten Wandelgang wird über eine geklinkerte Zufahrt von der Sahlenburger Chaussee erreicht. Hier ist auch die Friedhofsverwaltung untergebracht.
Bis 1931 entstand das verklinkerte Krematorium, welches 1997 durch eine neue Anlage ersetzt wurde. 2003 wurde das Krematorium an ein Stader Unternehmen verpachtet.

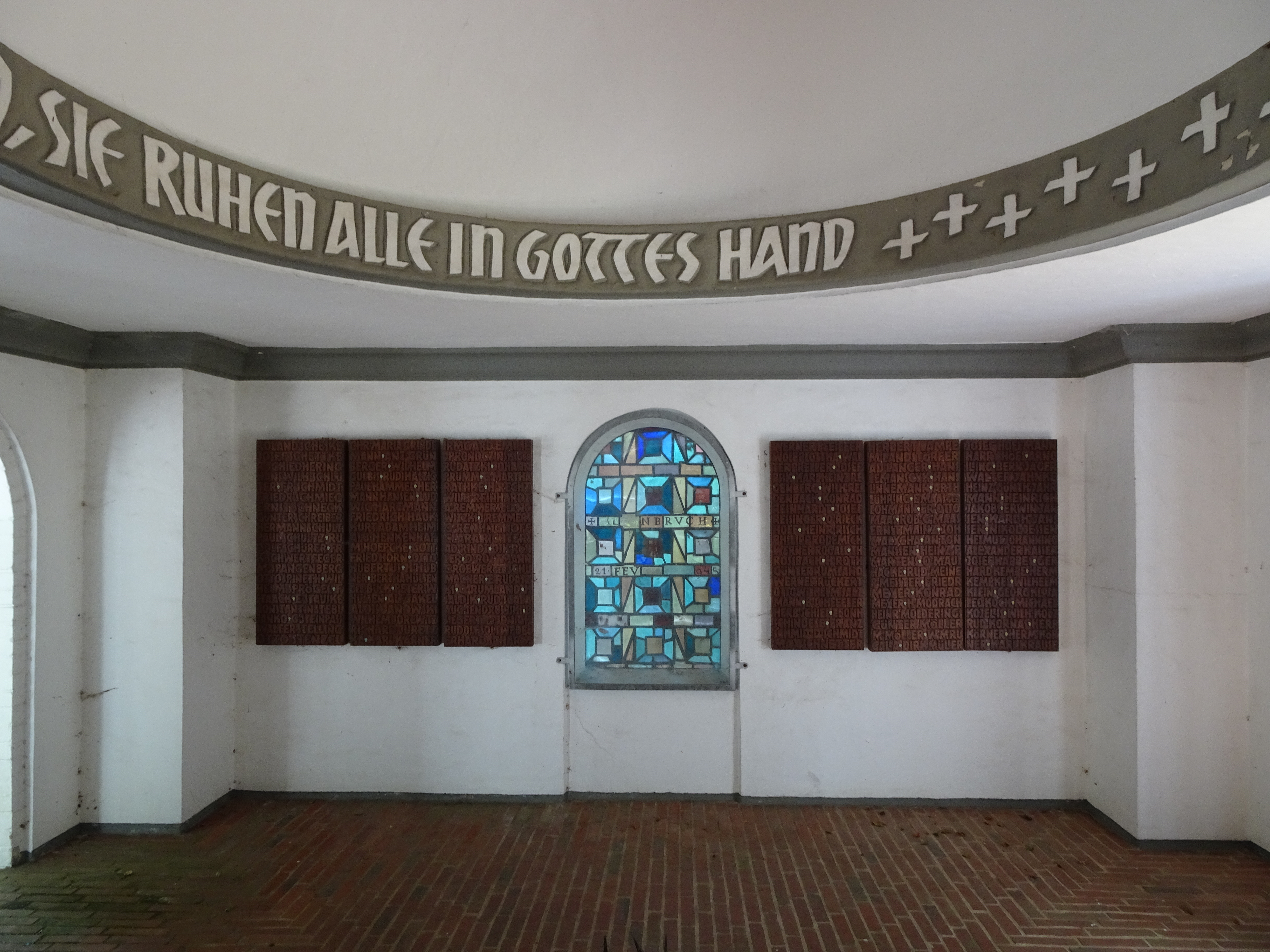
Gedenktafeln

1939 wurde ein Seefahrer-Ehrenmal errichtet.
Der Friedhof wurde ab 1970 westlich der Straße Am Brockeswalder Friedhof erweitert. Er ist nunmehr 20,8 ha groß.

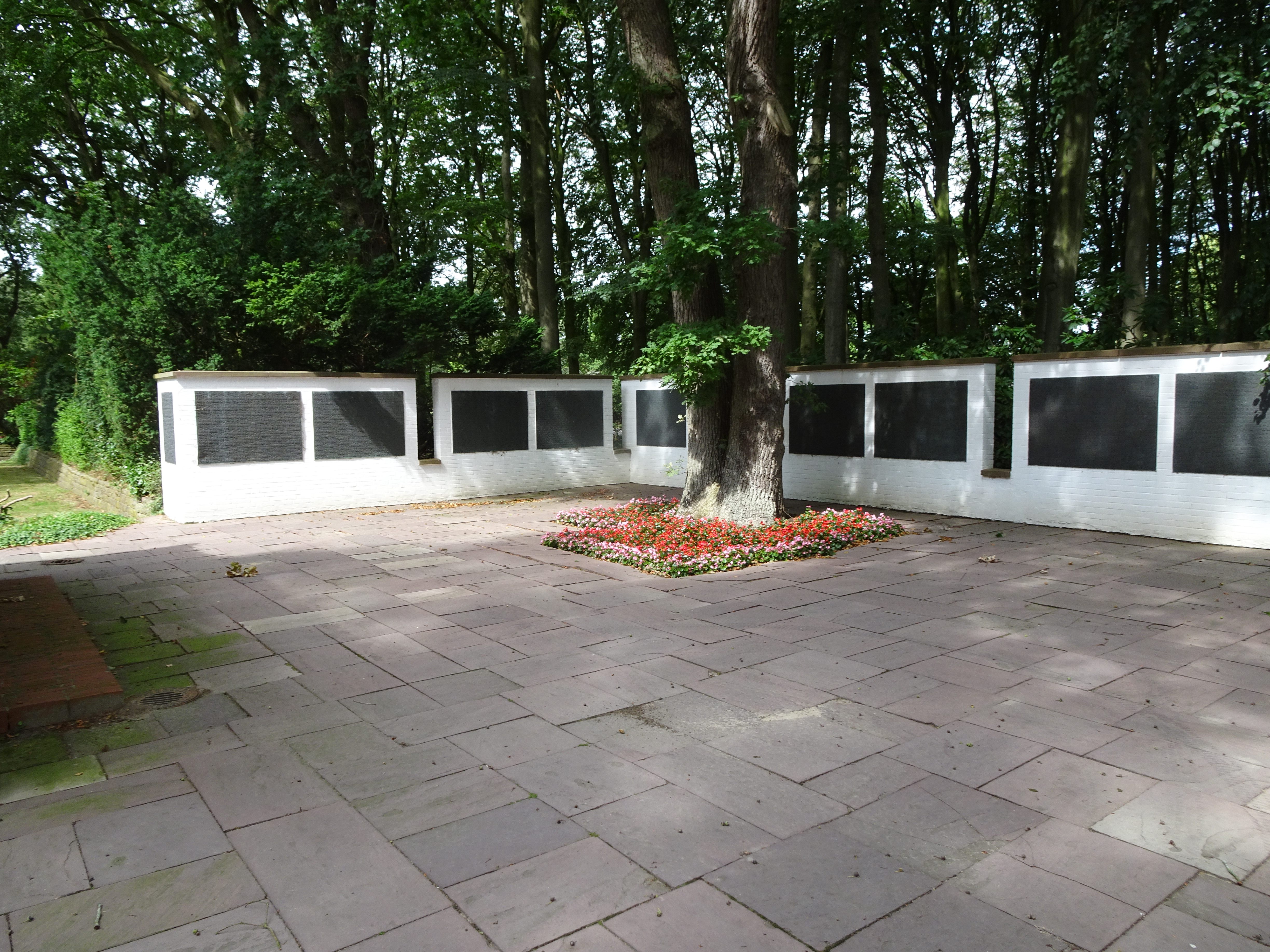
Gedenktafeln

Auf dem 1.800 m² großen Kriegsgräberfeld liegen 467 Opfer u. a. der beiden Weltkriege. Gedenktafeln von 1968 erinnern an Tausende Opfer in Cuxhaven und der Patenstadt Schneidemühl. In einem Gemeinschaftsgrab ruhen 14 Marineangehörige des Minienräumdienstes, die erst 1954 aus dem Wrack der 1946 untergegangenen Altenbruch geborgen wurden.

### Besondere Grabstellen

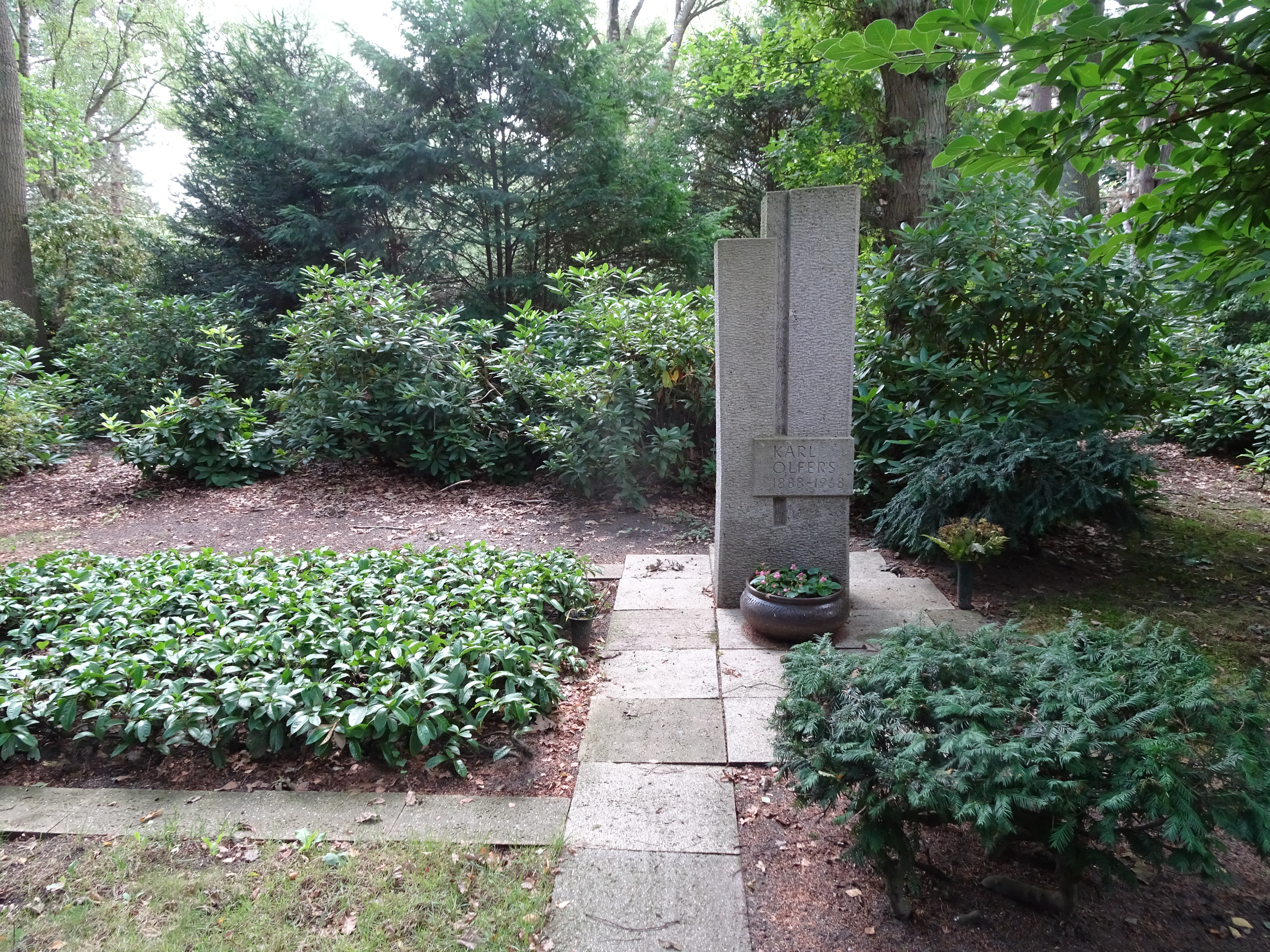
Olfers Grab

- Rolf Ismer (1913–1984), Abgeordneter des Niedersächsischen Landtages (CDU)
- Karl Olfers (1888–1968), Oberbürgermeister in Cuxhaven (SPD)
- Arno Pötzsch (1900–1956), Pfarrer und Dichter

## Weitere Friedhöfe in Cuxhaven
- Städtisch: Friedhof Berensch-Arensch (seit 1932), Friedhof Franzenburg (1848–2011), Friedhof Gudendorf (seit 1949), Friedhof Oxstedt (seit 1922), ehem. Quarantänefriedhof, ehem. Paul-Ahrens-Kirchhof für die Seeleute
- Kirchlich/Religiös: Friedhof Altenbruch, Friedhof Altenwalde, Friedhof Döse (seit 1846), Grodener Friedhof, Friedhof Lüdingworth, Friedhof Ritzebüttel (seit 1826), ehem. Jüdischer Friedhof